# خیالی (فیلم)
خیالی (به انگلیسی: Imaginary) یک فیلم ترسناک فراطبیعی آمریکایی محصول ۲۰۲۴ به کارگردانی جف وادلو و نویسندگی مشترک با گرگ ارب و جیسون اورملند است. در این فیلم دواندا وایز، تام پین، تایگن برنز، پایپر براون، متیو ساتو، ورونیکا فالکون و بتی باکلی ایفای نقش می‌کنند.
خیالی در ۸ مارس ۲۰۲۴ توسط لاینزگیت فیلمز در ایالات متحده منتشر شد و با نقدهای منفی منتقدان روبه‌رو شد.

## خلاصه داستان
پس از اینکه زنی به خانه دوران کودکی خود بازمی‌گردد، متوجه می‌شود که دوست خیالی ظاهراً واقعی او از اینکه آن‌ها پشت سر گذاشته شده‌اند خوشحال نیست.

## بازیگران
- دواندا وایز
- تام پین
- تایگن برنز
- پایپر براون
- متیو ساتو
- ورونیکا فالکون
- بتی باکلی

## تولید
با بودجه تخمینی (قبل از مشوق‌های مالیاتی) ۱۳ میلیون دلار، فیلمبرداری اصلی از ماه می تا اواخر ژوئن ۲۰۲۳ در نیواورلئان انجام شد.

## بازخورد

### گیشه
در ایالات متحده و کانادا، خیالی در کنار پاندای کونگ‌فوکار ۴ و کابرینی اکران شد و پیش‌بینی شد در آخر هفته افتتاحیه خود از ۳٬۱۱۸ سینما ۱۰ تا ۱۴ میلیون دلار بفروشد. این فیلم در روز اول اکران ۳٫۶ میلیون دلار به دست آورد که شامل ۷۲۵٫۰۰۰ دلار از پیش‌نمایش‌های پنجشنبه‌شب بود.

### واکنش انتقادی
در وبگاه جمع‌آوری نقد راتن تومیتوز، ٪۳۲ از ۶۳ بررسی منتقدان مثبت است و میانگینِ امتیاز آن ۴٫۲/۱۰ است. اجماع این وبگاه چنین می‌نویسد: «مفهوم اصلی خیالی به اندازه‌ای محکم است که می‌تواند تعدادی ترس ایجاد کند، اما بسیاری از پتانسیل‌های آن در داستانی کلیشه‌ای گم می‌شود که در فضاسازی زمین‌گیر شده‌است.» این فیلم در متاکریتیک که از میانگین وزنی استفاده می‌کند، بر اساس نظر ۱۷ منتقدین امتیاز ۳۴ از ۱۰۰ را کسب کرده که نشان‌گر «نقدهای عموما نامطلوب» است. تماشاگرانی که توسط سینماسکور مورد بررسی قرار گرفتند به فیلم میانگین نمره "C+" در مقیاس A+ تا F دادند. آن‌هایی که توسط پست‌ترک در نظرسنجی شرکت کردند، به فیلم نمره کلی ۵۷٪ مثبت دادند.